# Politiets Efterretningstjeneste
Politiets Efterretningstjeneste w skrócie PET (pol. Policyjna Służba Wywiadowcza) – duńska służba specjalna odpowiedzialna m.in. za kontrwywiad i bezpieczeństwo wewnętrzne, jeden z oddziałów Politiet. Instytucja podlega nadzorowi Ministerstwa Sprawiedliwości KD. Jest jedną z dwóch służb specjalnych Królestwa Danii.  Drugą służbą specjalną jest Forsvarets Efterretningstjeneste (pol. Wojskowa Służba Wywiadowcza) zajmująca się wywiadem, w tym wywiadem wojskowym.
PET został założony w roku 1951. Do jego zadań należą walka z terroryzmem,  szpiegostwem, zagrożeniami wewnętrznymi i ochrona rodziny królewskiej oraz członków rządu.
Siedziba PET mieści się w Kopenhadze. Ponadto organizacja ma 7 filii: w Aalborgu, Århus, Odense, Haderslev, na Bornholmie oraz na Grenlandii i Wyspach Owczych.
W latach 2014–2015 PET kierował Jens Madsen. Budżet instytucji na rok 2010 wyniósł 800 mln DKK. W instytucji pełni służbę 780 funkcjonariuszy.